# Lymanopoda albocincta
Lymanopoda albocincta är en fjärilsart som beskrevs av William Chapman Hewitson 1861. Lymanopoda albocincta ingår i släktet Lymanopoda och familjen praktfjärilar. Inga underarter finns listade i Catalogue of Life.